# Dogmatique juridique

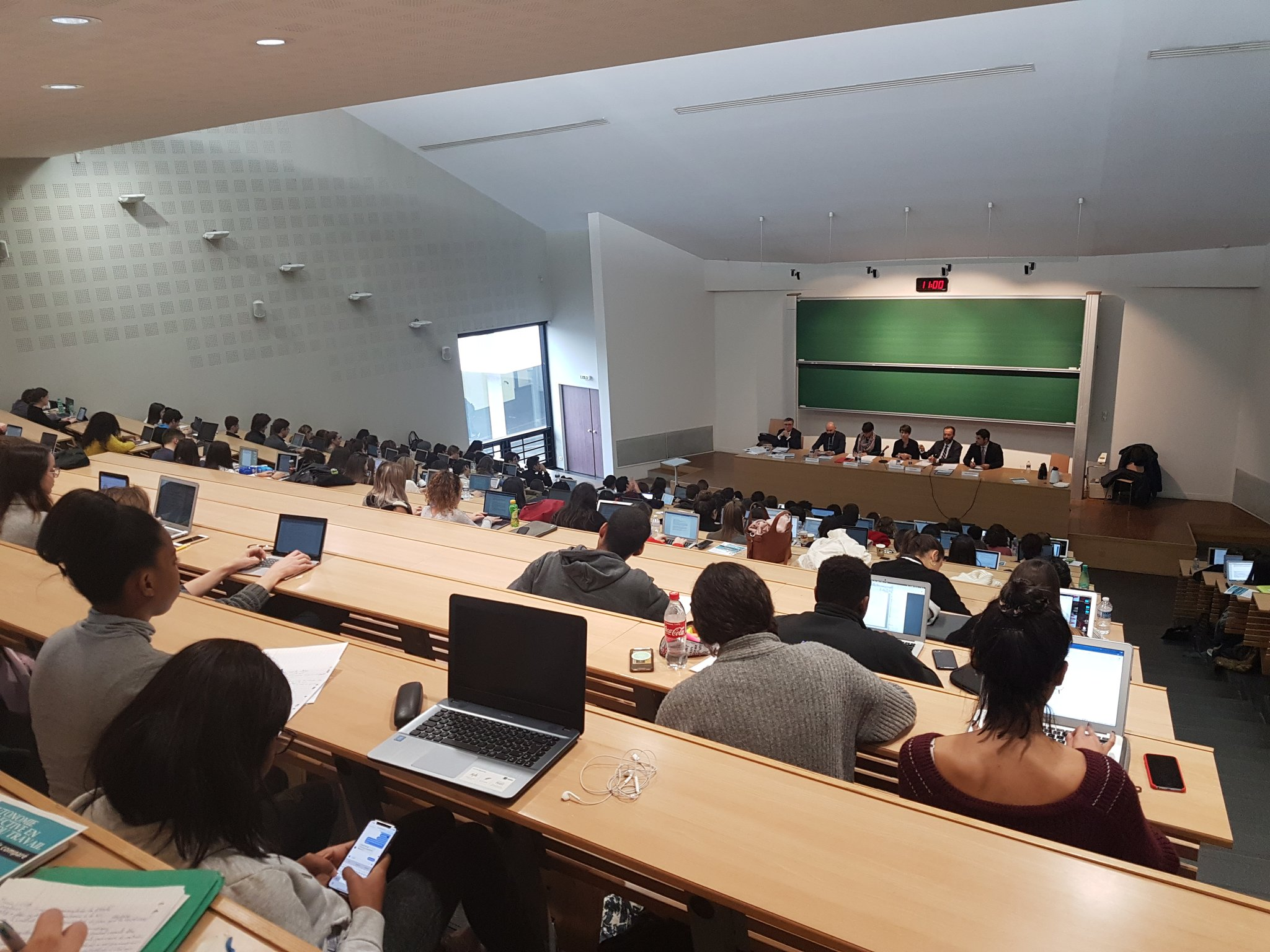
Colloque sur le droit du travail dans une université.

Parmi les sciences du droit, la dogmatique ou doctrine est le champ de recherche consacré à l’interprétation et à la systématisation des normes juridiques. Elle peut aussi être définie comme l'étude savante et raisonnée du droit positif dans la perspective de l'adoption d'une solution souhaitable.
Le substantif « dogmatique » paraît avoir été utilisé pour la première fois en droit dans le titre de la revue 
Jahrbücher für Dogmatik des heutigen römischen und deutschen Rechts, créée en 1857 par Rudolf von Jhering. 
La dogmatique est généralement comprise comme l'étude objective des normes juridiques, c'est-à-dire sans discussion de leur valeur, mais des débats ont toujours lieu sur la dimension prescriptive de cette discipline.

## L’activité dogmatique

### Présentation du droit positif
La dogmatique consiste à présenter le droit positif (c’est-à-dire le droit en vigueur dans chaque pays et culture) de manière raisonnée et logique. Il s’agit donc de livrer une étude savante menée dans un souci de rationalisation, c’est-à-dire d’expliquer et de comprendre la pratique juridique de manière cohérente et logique. En cela, la dogmatique exerce une force ordonnatrice là où existe l'incohérence, établit des linéaments entre les différentes lois et les jurisprudences subséquentes afin de chercher à en dégager une analyse systématique.
Dans cet ordre d’idées, Alf Ross écrit : « il appartient à la pensée juridique de conceptualiser les règles juridiques de telle façon qu’elles 
soient réduites à un ordre systématique et de fournir par ce moyen un compte rendu du droit en vigueur qui soit aussi clair et commode que possible ». Ainsi entendue, la dogmatique revêt inévitablement une « fonction pédagogique ».
La dogmatique juridique a vocation à établir une « présentation savante du droit positif », ce qui implique qu’elle est censée décrire le contenu du droit « en se fondant exclusivement sur l’observation des normes en vigueur ». C’est ainsi que la dogmatique ne devrait se focaliser que sur la description du droit tel qu’il est, par opposition au droit tel qu’il devrait être. Cet objectif descriptiviste serait issu du positivisme d’Auguste Comte.  En vertu de cette théorie, la seule véritable connaissance découlerait de l’observation des faits perceptibles. Les juristes positivistes « auraient voulu copier le modèle des sciences naturelles ». Avec cette conception, l’idée de justice culturelle n’intéresse plus la dogmatique, et le droit devient un ensemble de règles susceptible d’un exposé descriptif.
Philippe Jestaz observe que le juriste, en se basant sur « l'observation des textes et des pratiques », prend appui sur la linguistique et la logique, de sorte que la dogmatique — selon Jestaz — disposerait d’un fondement scientifique.

### Interprétation des règles
« La dogmatique ne sert pas simplement à expliquer mais essentiellement à interpréter ». Dès lors, l’activité dogmatique est donc double. D’une part, elle tente d’ordonner le droit positif moyennant une analyse savante de son objet d’étude, d’autre part, elle dispose d’un rôle interprétatif important— selon Caporal —.

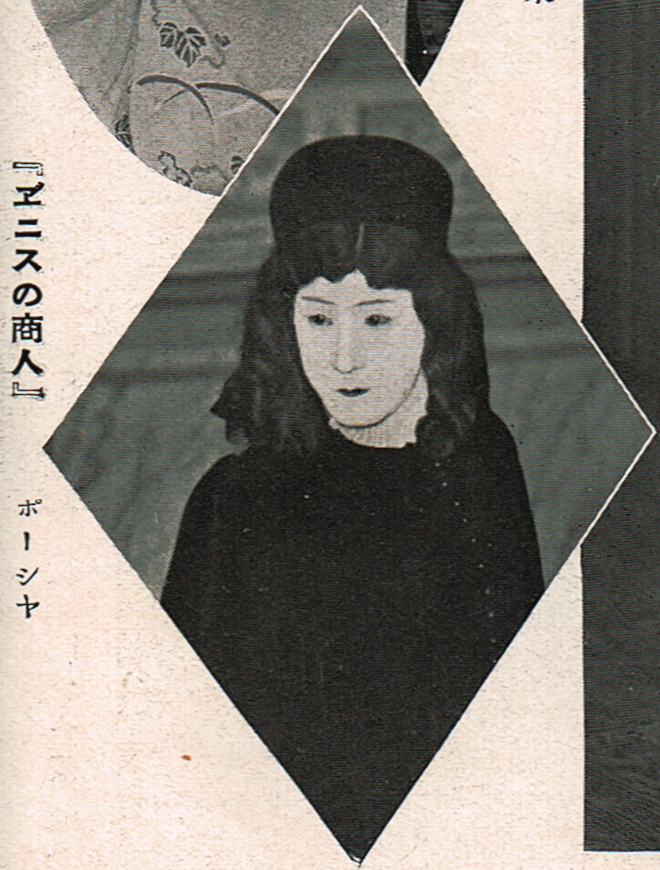
Le personnage de Portia dans Le Marchand de Venise (ici incarnée par) peut représenter le talent persuasif qui est central en dogmatique selon Jean Pascal Chazal.

L’activité dogmatique conduit immanquablement à une dimension interprétative. Loin de décrire uniquement le droit positif, la dogmatique contribue à sa systématisation par l’exposé de principes généraux et structurants censés tels. À cet égard, le droit international a pu être décrit comme un droit de « coordination horizontale » des droits locaux quel qu'en soient la langue et la logique. Pour ce faire, on extrait un principe général à partir de plusieurs règles particulières.
Inversement, la dogmatique peut déduire d’une règle générale n’ayant pas fait l’objet d’une interprétation par un juge la solution présidant à un cas particulier. Or en herméneutique le fait d'interpréter est l’opération visant à extraire le sens d’un texte afin d’évaluer si celui-ci peut s’appliquer dans un cas particulier — Ou bien au sens large de la signifiance, l'interprétation est tout raisonnement juridique aboutissant à formuler une règle générale nouvelle, à résoudre un cas nouveau. Selon ces définitions, l’activité dogmatique dispose donc bien d’une dimension interprétative.
Cette dimension interprétative est critiquée. Certains auteurs pensent que la dogmatique « repose sur des évaluations et qu’elle aboutit à des prescriptions et non à des propositions indicatives ». L’interprétation dogmatique serait alors « prescriptive ».
En définitive, cela revient à introduire la distinction posée par Hans Kelsen : ou bien l’activité interprétative est un acte de connaissance, Riccardo Guastini la qualifie encore d’interprétation « cognitive » ou bien il s’agit d’un acte de volonté, alors nommé « interprétation délibérative ». 
La première entend dégager l’ensemble des significations possibles d’un texte sans adopter l’une d’elles. Descriptive, elle ne contribue pas « à la création du droit ». En cela elle constitue le modèle d’interprétation propre à la science juridique, l’opération effectuée est alors de nature cognitive. À défaut cela reviendrait à admettre — selon Hans Kelsen — une « jurisprudence des concepts (Begriffsjurisprudenz) », ce qu’il refuse. En revanche, au terme de « l’interprétation délibérative », l’opérateur tranche en faveur d’une signification possible, il s’agit donc d’un acte de volonté. En bref, « l’interprétation cognitive » enregistre l’ambigüité, « l’interprétation délibérative » la lève : car alors que la première, de nature scientifique, est hermétique à l’usage des valeurs (déterminées par l'appartenance à un système de liaison des mots et propriété de cette liaison de représenter une idée), la seconde, dès lors qu’elle opère un choix, prend une tournure « politique (au sens large) ». 
Dans la tâche qui l’occupe, le dogmaticien découvre l’ensemble des significations possibles afin d’y trouver un sens. Cela suppose qu’il exerce sa faculté critique, c’est-à-dire sa capacité à discriminer en faveur de telle ou telle solution. La nature de l’interprétation est dès lors « délibérative ». En conséquence, la dogmatique et la science du droit et l'art de juger ne sont pas réductibles l’une à l’autre. Dans la pensée actuelle, chez Michel Troper, comme chez Hans Kelsen, les fonctions de la dogmatique et de la science juridique constituent un critère de distinction entre ces deux champs.
Selon d’autres juristes, « les constructions doctrinales sont des arguments utiles pour convaincre les juges ou les arbitres », mais « le processus de détermination de la solution, la controverse, la rhétorique ou le dialogue, comptent plus que la substance du droit, insaisissable et obscure, perpétuellement redéfinie ». En effet, les théories ne sont pas le droit mais une image de ce dernier. Ces auteurs prônent un droit fondé sur le doute plutôt que sur la certitude — dans le discernement : cette définition rend nécessaire la prise d'une décision avec l’application d’une méthode propre au droit pour rendre la justice (celle-ci cependant restant telle que la veut la morale — représentant le « devoir-être » — installée,,).

### Élaboration de théories générales
Les théories générales sont élaborées par la doctrine comme des « ensemble[s] de définitions et de principes ordonnés autour d’un certain objet,     dans le dessein d’expliquer de manière cohérente les solutions positives et de guider les solutions futures ». De fait, la doctrine façonne une « présentation savante » du droit positif selon un ensemble organisé et orienté. Elle est constituée de propositions juridiques émises par cette même doctrine et visant à influencer le droit à venir. Les théories générales du droit sont ainsi l’outil de la dogmatique méthodique puisqu’elles permettent l’interprétation du droit et la systématisation-généralisation du droit.
En effet, dans la pensée moderne aux confins des XIXe et XXe siècles et contre l’avènement des sciences sociales telles que la sociologie nouvelle, les auteurs ont fixé « les canons d’une science identifiée à la dogmatique ». Les juristes, qui s’érigeaient jusqu’alors en spécialistes du phénomène social ont de cette façon pu conserver l’autonomie du champ juridique par rapport aux nouvelles sciences dont les sciences humaines.

## Spécificité de la dogmatique

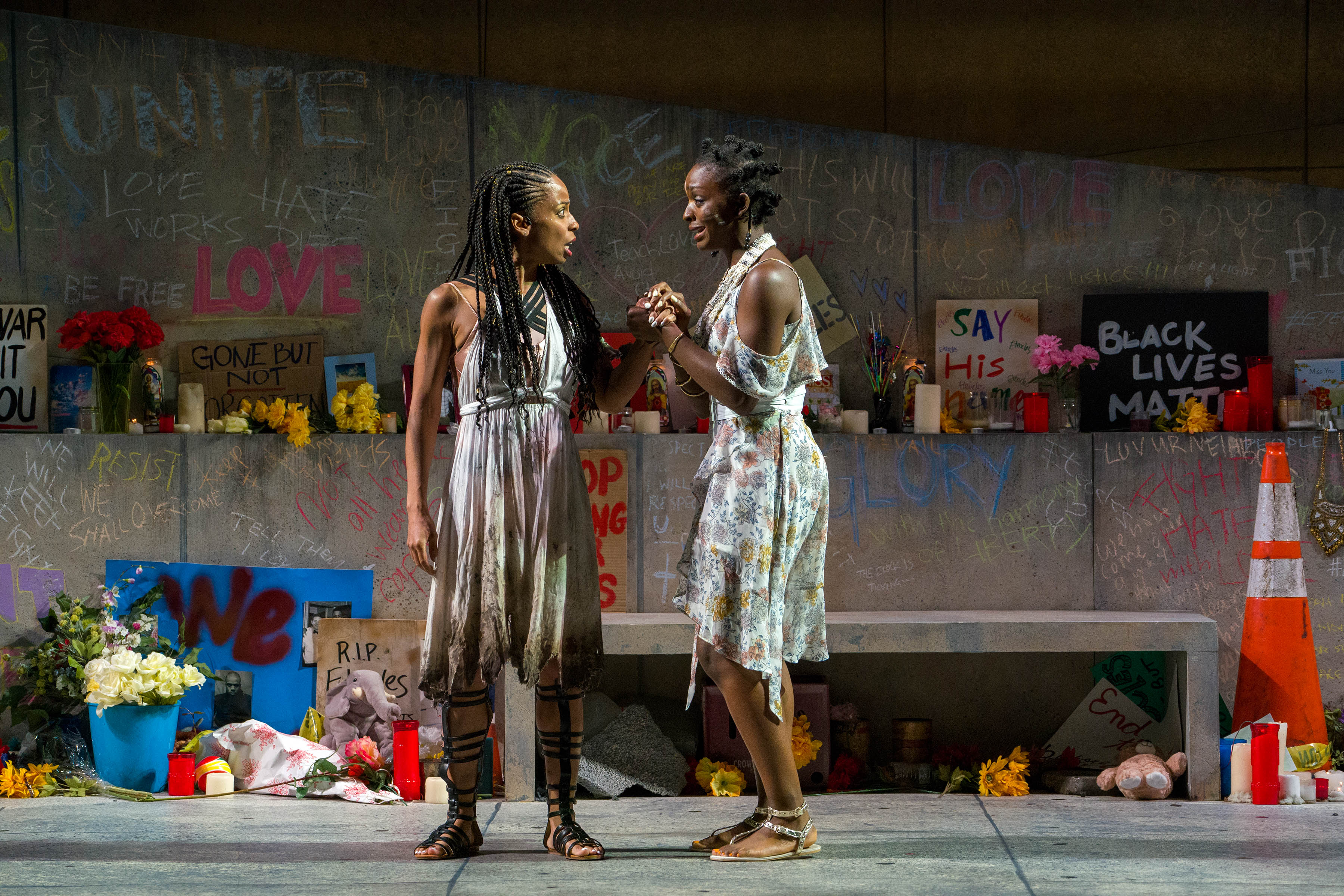
Le personnage d'Antigone dans la pièce de Sophocle (ici incarnée par Alexandria King à gauche) peut représenter l'aspect moral de la dogmatique selon selon Jean Pascal Chazal.

### Distinction avec les analyses économiques ou sociologiques du droit
L’analyse économique du droit est une discipline initiée par Ronald Coase. Elle s’intéresse aux conséquences des normes juridiques sur les acteurs économiques. En effet, l'analyse économique du droit est un « champ autonome chargé de formaliser et de penser les relations entre droit et économie » au sein de la théorie économique. Elle se propose non seulement « de prendre en compte les institutions juridiques en économie », mais suggère également « des modalités d'articulations entre phénomènes juridiques et économiques, et partant entre sciences économiques et juridiques ».
L’analyse économique du droit applique aux phénomènes du droit les théories et méthodes de l'économie en vigueur qui se transforme et évolue selon les différentes révolutions économico-technologiques historiques et locales pour proposer non seulement une explication économique de ceux-ci, mais également « une méthode de calcul pour décider des règles et rendre la justice ».
L’analyse sociologique ou politique du droit, quant à elle, peut être définie comme une branche de la sociologie en général qui a pour objet les phénomènes juridiques ou phénomènes de droit en particulier. « Elle englobe aussi bien les travaux de juristes mobilisant les sciences sociales pour interroger le système juridique et judiciaires, les « jurisociologues », que des chercheurs en sciences sociales faisant du droit et de la justice leur objet d’investigation privilégié ».
À l'instar de l'analyse économique du droit avec l'économie, l'analyse sociologique du droit est une sous-discipline de la sociologie qui s'occupe des interactions entre le droit et les comportements humains en tant qu’« entreprise de connaissance visant à élucider les rapports réciproques qu’entretiennent le droit et la société ». Elle adopte elle aussi l’étude du droit d’un point de vue externe.
Introduite en France par Henri Lévy-Bruhl et enrichie par les nombreux travaux de Jean Carbonnier, autre « jurisociologue » maitrisant la révolution numérique du XXIe siècle, cette matière traite des pratiques effectives des différents acteurs soumis au droit, et pas seulement des textes normatifs du contexte civil. Cette méthode s’oppose à l’évidence à celle du « juriste « dogmaticien », qui limite son étude à celle des normes, 
conçues pour elles-mêmes, de façon abstraite, coupée de la vie réelle (...) du « droit » et du « non-droit » ».
La dogmatique juridique en tant qu’activité consacrée à l’interprétation et à la systématisation des normes juridiques repose nécessairement sur un texte normatif. En revanche, l’objet de l’analyse économique du droit ou l’objet de l’analyse sociologique ou politique du droit sont empiriques et factuels. Il s’agira de l’étude des interactions entre le droit et l’économie dans le premier cas ou de celle des rapports entre le droit et les comportements humains dans le second, que le texte spécifique de droit existe d’ores et déjà ou non.
Alors que la dogmatique juridique traite du droit selon un point de vue interne, — l’analyse économique du droit — ou bien en regard-reflet la sociologie juridique —, le considèrent selon un point de vue externe. En définitive, l’analyse économique du droit et l’analyse sociologique ou politique du droit sont donc deux matières qui étudient empiriquement le droit selon des théories et des méthodes qui, bien que prenant le droit pour objet, n’appartiennent pas au champ juridique.

### Distinction avec l’épistémologie du droit
L’« épistémologie du droit » se définit comme l’étude de la formation et du développement du savoir juridique. La dogmatique correspond à l’interprétation et à la systématisation du droit positif ; elle représenterait ainsi le savoir juridique. En effet, en postulant l’existence d’un savoir juridique propre et autonome, la dogmatique correspondrait à cette connaissance qui peut faire l’objet d’une étude indépendante. Ainsi, l’Épistémologie, s’occupant de l’étude de la formation et du développement du savoir juridique, aurait aussi pour objet d’étude la dogmatique juridique. Le critère de distinction entre les deux notions serait alors le degré d’abstraction. Alors que la dogmatique est un discours sur le droit positif, l’épistémologie du droit, serait un « méta-discours ».

### Distinction avec la philosophie du droit
La « philosophie du droit » est une expression de la culture européenne apparue au XIXe siècle avec Hegel, même si sa pratique est évidemment antérieure et existe depuis les débuts de la philosophie qui se définit par « sagesse et prudence », que le droit soit écrit ou non écrit. Hegel définit la philosophie juridique comme un mode spéculatif de connaissance visant à découvrir des concepts et des vérités juridiques. Dans une approche similaire, la philosophie du droit est appréhendée comme une science qui définit le droit dans son universalité logique, recherchant les origines et les caractéristiques générales de son développement historique et l’apprécie depuis un idéal de justice dicté par la raison.
À cet égard, elle se distingue nettement de la dogmatique qui porte sur un droit positif relatif dans le temps et l’espace et vise à un résultat pratique (fournir, par interprétation des règles, la solution d’un cas donné).
Certains auteurs ont une définition qui n’intègre pas la question des valeurs. Selon Michel Troper, qui est un penseur contemporain, la philosophie du droit est réflexion systématique sur la définition du droit, sur la structure d’un système et sur le raisonnement juridique. Dans cette perspective la philosophie du droit se rapproche de l’épistémologie juridique. Elle demeurerait toutefois une activité d’un degré théorique bien plus élevé que l’activité dogmatique qui vise avant tout à ordonner les solutions du droit positif dans une perspective pratique.

## Histoire de la dogmatique

### Jalons historiques de la dogmatique

#### Droit romain (duVesiècleav. J.-C.auVIIesiècleapr. J.-C.)
Bien que le droit romain ait été considéré a posteriori comme « le terreau où va naître la possibilité d'une méthode », peu d'ouvrages antiques le traitent de manière systématique. On peut toutefois considérer que « le savoir juridique ne se distingue pas d'une réflexion sur le droit ». À cette époque, le jurisconsulte donne des consultations en réponse aux problèmes juridiques qui lui sont soumis. Cependant, les jurisconsultes se concentrent plus sur l'objet du droit que sur la méthode, ils sont d'incomparables techniciens mais ne pensent pas la science du droit. Robert Kolb actuellement résume leur approche comme celle qui refuse de constituer le droit en système. En effet, l'ordre juridique romain classique reste fragmentaire en ce qu’il ne visa jamais à codifier généralement. Cependant, selon Philippe Jestaz et Christophe Jamin, les juristes romains pratiquaient déjà une forme de dogmatique. En effet, un auteur romain comme Papinien, a défini par synthèse le concept d'obligation juridique, c'est-à-dire la constitution d'un contrat opposable. Un ouvrage comme les Institutes de Gaïus systématisent et classifient.

#### Ancien droit (duXIesiècleauXVIesiècle)
La redécouverte du droit romain au XIe siècle en Italie à travers ses écrits (le Corpus juris civilis) de 528 va engendrer l'École des glossateurs italiens puis des postglossateurs français. Les bartolistes italiens procèdent à l'analyse du texte fondamental Corpus juris civilis. La méthode scolastique de l'époque — purement logique — des glosateurs reste attachée au texte et suit son ordre, tandis que les seconds vont ouvrir le système par une interprétation critique cherchant à harmoniser entre eux ces ajouts marginaux divergents. Robert Kolb justifie l'emploi de cette méthode rigoureuse, systématique comme seul moyen d'appréhender « un tel amas » de droit issu du Corpus juris civilis, vieux de 600 ans. Selon Frédéric Rouvière, le savoir juridique s'est « objectivé, c'est-à-dire transformé en objet que l'on peut analyser et discuter ».

### Précurseurs de la dogmatique
Le XVIIIe siècle est l'époque d'une pensée humaniste mais avec une insuffisance de l'enseignement du droit.

#### Jean Domat (1625-1696)
Inspiré par René Descartes, Jean Domat applique un modèle de la géométrie grecque et élabore une synthèse à partir de maximes et principes construits à partir des écrits juridiques. La clarté résulte alors de l'ordre entre les parties et le tout. Il s’agit de s'élever à un degré suffisant de généralité.
Sa méthode synchronique privilégie les textes contemporains, en dehors de leur évolution. Sa position méthodologique permet une vision globale et systématique du droit. On a alors les « débuts d'une autonomie du savoir juridique, ordonné selon une logique qui lui est propre » et une rupture avec le modèle du Corpus juris civilis.

#### Robert-Joseph Pothier (1699-1772)
La méthode de l'ecclésiastique Robert-Joseph Pothier se rapproche d'une synthèse pédagogique. Juge et professeur, il est en effet praticien et théoricien. Il va privilégier l'unité du droit français, proposer des « définitions courtes et synthétiques ». Neutre doctrinalement, il va classer les cas : les principes simples obtenus par synthèse vont trouver leur application dans des situations de faits précisément délimitées. Les ouvrages de Pothier édités jusqu'en 1824 préfigurent ce que les manuels et traités de droit seront tout au long du XXe siècle.

#### Friedrich Carl von Savigny (1779-1861)
Fondateur de l'école historique du droit — face à l'école française de l'exégèse du Code civil (France) de 1804 —, Friedrich Carl von Savigny plaide pour la systématisation du droit. Dans son œuvre majeure System der heutigen römischen Recht, le primat est donné à la construction dogmatique. En effet, le plan de son ouvrage n'est pas tributaire des textes de loi et on trouve un exposé logique des principes et de leurs applications. La description des notions générales comme le droit réel, l'obligation, le mariage, la tutelle et leur organisation en système constituent alors l'objet de la science juridique. On peut ainsi déduire des solutions juridiques nouvelles en cas de carence de la loi. Selon Jean-Louis Halpérin, les pandectistes allemands « développent librement des systèmes dogmatiques à partir du droit romain ».
Le modèle géométrique transforme en profondeur la vision du droit. En effet, « tandis que les Anciens abordaient toujours les questions juridiques au départ de cas singuliers et concrets, les Modernes envisagent le droit sous la forme d'un système cohérent et complet de règles générales et abstraites ». Une nouvelle méthode préside à la réorganisation du droit. L'intérêt d'une connaissance généralisée des règles développées sous les Lumières sera repris comme argument d'une codification.

### Conflit entre exégèse et dogmatique auXIXesiècle
Lors de la promulgation du Code civil de Napoléon Bonaparte en 1804, les commentateurs seront nommés par leurs successeurs comme « l'école de l’exégèse »,. Dans les différentes préfaces des traités ou cours de droit civil du XIXe siècle certains professeurs de l'école exégétique utilisent le terme de dogmatique dans une perspective méthodologique qui s'écarte de l'historicité des précédentes études.
Charles Aubry et Charles Rau dans leur Cours de droit civil français en 1842 furent les premiers de cette époque à présenter le droit civil non pas selon le plan du Code civil mais par matières (droit des contrats, droit de la famille, droit des successions etc). Ils reprennent visiblement la méthode allemande des Pandectes en commençant à se détacher de la lettre du texte. « En Allemagne, on fait de la dogmatique avant de faire l’exégèse, ou, pour prendre image dans un autre ordre de choses, on fait la physiologie et l’anatomie du droit; en France on n’en fait que l’anatomie ».

### Triomphe apparent de la dogmatique auXXesiècle
Aucun des grands auteurs du XXe siècle ne s’écarte de la forme dogmatique. Le XXe siècle peut ainsi être présenté comme la victoire de la dogmatique juridique sur l'exégèse. Cette dernière est cependant une méthode « d'interprétation des codifications qui n'est pas limitée à la France » mais provoque un nationalisme allemand plutôt triomphant. 
Parmi les auteurs emblématiques, on peut d’abord citer Marcel Planiol (1853-1931) qui publie en 1899 son Traité élémentaire de droit civil fortement influencé par Aubry et Rau. L’ouvrage présente le droit positif sous forme de théories générales et repose sur l'idée directrice de systématisation et de conceptualisation. Il est, d'après Philippe Rémy : « la première synthèse de ce droit de professeurs détaché du Code civil » et un  « véritable système de droit civil » qui  « passera aux générations suivantes ».
Un auteur comme Raymond Saleilles (1855-1912) prône au même moment à une rénovation méthodologique afin de lier l'interprétation des textes aux grands problèmes sociaux du moment. Rompant avec les explorateurs du code, il estime que la doctrine doit prendre pour principal objet d'étude la jurisprudence, en usant de la méthode historique. La synthèse permettra de dégager de la jurisprudence des principes susceptibles de guider les évolutions futures du droit. En réalité, il « s'agit d'appliquer à la jurisprudence le même soin de rationalisation et de systématisation que les exégètes appliquaient au code ». Raymond Saleilles confirme l’installation de la méthode dogmatique dans le paysage juridique français.
François Gény (1861-1959), par ses deux ouvrages Méthode d'interprétation et sources en droit privé positif (1899) et Science et technique en droit privé positif (1914-1924) va tenter de fonder théoriquement « la libre recherche scientifique » afin d'aller « au-delà du code ». Il s’agit d’une tentative de penser le fondement de l’activité dogmatique. Gény dénonce les insuffisances de la méthode d'interprétation littérale de la loi puisque le législateur ne peut tout prévoir, et que les rapports de la vie sociale sont incessamment variables. Il élabore alors la théorie de la distinction entre le « donné », qui est alimenté par la nature et la société et le « construit », qui est la technique juridique visant la valeur de justice. Le « construit » s'incorpore au « donné » et le pouvoir du juge ne s'exercera qu'en cas de lacune.
Georges Ripert (1880-1958) reprendra le Traité pratique de droit civil français en 14 volumes de Marcel Planiol tout comme le « Planiol et Ripert », c’est-à-dire le Traité élémentaire de droit civil. Il écrira encore le Traité de droit commercial. Indéniablement, son discours glisse parfois vers le « prescriptif » en dépit de la forme dogmatique du discours. Son œuvre est ainsi ponctuée de « points de vue moralistes » malgré son désir de neutralité de la doctrine.

## Débats sur la dogmatique

### Finalité descriptive ou prescriptive de la dogmatique
L’activité dogmatique n’est pas seulement descriptive, elle devient prescriptive si elle indique le sens préférable des règles.
Précisément, cette distinction est au centre d’une vive controverse. D’aucuns, au premier rang desquels se trouvent les normativistes, estiment que la dogmatique juridique a pour seule fonction de décrire le droit tel qu’il est. Hans Kelsen juriste contemporain manifeste la même ambition à propos de la science du droit, il écrit « la science du droit ne peut que décrire le droit ; ne peut pas prescrire quelque chose ». Bien qu’il reconnaisse à celle-ci une dimension créatrice dans la mesure où elle tente d’introduire une certaine unité parmi la somme des normes juridiques, il précise immédiatement que ce tour créatif pris par la science du droit ne vaut, en dernier ressort, que sur un plan intellectuel, en cela elle ne prétend nullement participer à la création juridique. Tout au plus, la science du droit est normative en ce que son objet est constitué de normes. De là, Kelsen conclut en faveur d’une distinction de nature entre « la création du droit par l’autorité juridique » et la création « d’objets par le travail humain ». Ce faisant, il différencie nettement les propositions normatives (Sollsätze), descriptives, des normes (Sollnormen), prescriptives. Dans le modèle kelsénien, la dogmatique n’a assurément que pour seul rôle de décrire son objet.
Cette fonction purement descriptive a été largement contestée. À cet égard, Paul Amselek estime que la fonction essentielle de toute science n’est pas de décrire son objet. Ainsi, les énoncés scientifiques ne relèvent pas de la description, ce sont des outils forgés par le savant pour se repérer dans le monde.
Rompant avec la tradition kelsenienne, de nombreux auteurs se sont également prononcés en faveur d’une dimension créatrice de la dogmatique. À cet égard, le droit administratif est exemplaire. Si, dans les années 1860, il peine à accéder au rang de discipline autonome, vingt ans plus tard il a pris corps sous l’action conjuguée de la doctrine et de la jurisprudence. Après avoir constaté les balbutiements de la science administrative, Jacques Chevallier dégage toute l’importance de la doctrine dans l’avènement du droit administratif. Il en va de même en droit privé: Jean Domat aiguilla largement la rédaction de l’article 1134 du Code civil et Aubry et Rau développèrent une théorie du patrimoine dont la jurisprudence allait s’inspirer par la suite.

### Neutralité de la dogmatique
La posture descriptiviste de la dogmatique a pour corrélat la neutralité axiologique. Dans le modèle positiviste, les valeurs sont en effet considérées comme étrangères à la réalité. Elles s’inscrivent dans le domaine de l’irrationnel. Tout jugement éthique doit donc être proscrit dans le discours dogmatique, y compris lorsqu’il porte sur la justice en tant que valeur, dans la mesure où cette dernière ne peut faire l’objet d’un contrôle empirique ou rationnel.
Il convient dès lors de s’interroger constamment sur ce qu’il y a de normatif dans un discours qui se présente essentiellement comme descriptif  ( signifiance ) d’un état de normes. À la lumière de ce questionnement, Jean-Pascal Chazal dénonce l’illusion de la neutralité et reconnaît que la dogmatique participe à la création du droit par ses constructions et ses systématisations. Faisant remarquer qu’il y a dans toute théorie une dimension normative et pas seulement descriptive, il considère que le discours dogmatique ne peut être ni neutre, ni purement descriptif. Au travers de l’étude descriptive du droit positif, la dogmatique juridique exercerait déjà une « fonction d’opinion », révélatrice de sa dimension normative.
Paul Amselek concède ainsi que les énoncés de la dogmatique ne sont pas susceptibles d’être dits « vrais ou faux » mais ne sont que des opinions qui pourront être critiquées comme étant bien ou mal fondées. Selon lui, le dogmaticien ne doit pas décrire mais commenter les règles juridiques édictées. Suivant le même avis, Sébastien Pimont note que la description de la réalité s’effectue à travers « le prisme d’une interprétation » qui la dénature.
Vittorio Villa considère lui aussi que la dogmatique ne peut être purement descriptive puisque, selon lui, la connaissance juridique constitue toujours une intervention sur le droit. Il constate que la description du droit positif se fonde sur un schéma conceptuel prédéterminé, si bien que le discours théorique ne reflète jamais la  réalité juridique. L’œuvre descriptive s’opère de manière sélective à partir de concepts de base. Ainsi le discours descriptif portant sur le droit semble déboucher sur une construction intellectuelle normative. C’est ce que Renaud Colson désigne comme étant l’engagement dogmatique de lege lata. Sous couvert de décrire le droit, la dogmatique construirait un modèle normatif au travers de l’interprétation du droit positif et de la construction de théories générales.
Au-delà des postures interrogatives, la dogmatique peut manifester une dimension normative assumée. La neutralité disparaît alors au profit d’un discours exclusivement prescriptif. 
Philippe Jestaz et Christophe Jamin reconnaissent que les auteurs procèdent habituellement à un examen critique du droit positif. D’ailleurs, Paul Amselek estime que le juriste dogmaticien ne remplit pas sa fonction sociale lorsqu’il se contente d’employer un discours absolument neutre et descriptif. Il préconise alors que la production dogmatique fasse progresser l’état du droit existant par le biais de ses analyses, mais également de ses critiques et suggestions. Selon lui, le dogmaticien se doit de relever les imperfections, lacunes, et obscurités présentes au sein des textes. L’examen critique, exclusif de toute « neutralité », débouche alors le plus souvent sur la construction du droit tel qu’il devrait être. Aussi, « derrière tout auteur se cache un légiste ». Renaud Colson évoque, à ce titre, l’engagement dogmatique de lege feranda.
Au surplus, lorsque les juristes émettent des suggestions, ces dernières sont susceptibles d’être concrétisées par la jurisprudence ou d’être reprises par le législateur. Dans une telle hypothèse, ces suggestions ont le statut de « prédictions doctrinales ». À ce sujet, Géraud de Geouffre de la Pradelle et Sauveur Vaisse concèdent que les auteurs travaillent dans cette perspective, participant ainsi, de manière indirecte, à la production normative. Par exemple, les réformes législatives intervenues en droit de la famille et en droit des personnes durant les années 1960 et 1970 sont directement issues des travaux du Doyen Jean Carbonnier. Face à ce phénomène, Norberto Bobbio reconnaît que « la dogmatique exerce une pression sociale ». Employant la distinction entre praeceptum et consilium, soit entre le discours qui s’impose et le simple conseil, il estime que la dogmatique « n’impose pas mais suggère ». Il se demande alors dans quelle mesure ces suggestions peuvent conférer à la dogmatique le statut « d’autorité ».
Cette mise en valeur du caractère normatif de la dogmatique conduit les auteurs à appréhender distinctement la science du droit et la dogmatique. Philippe Jestaz estime que la science du droit est inévitablement une dogmatique et semble alors fondre les deux. A contrario, Michel Troper arguant que « la dogmatique juridique n’est pas scientifique » préfère distinguer science du droit et dogmatique, admettant que « la science du droit décrit, tandis que la dogmatique recommande ». Considérant que cette dernière présente une légitimité incontestable, dès lors qu’elle participe à l’indispensable systématisation du droit positif, il prône la coexistence de la dogmatique et de la science du droit.

### Légitimation du droit positif par la dogmatique
La dogmatique possède une fonction de légitimation du droit positif. Cette fonction est médiate car elle s’exprime moyennant le travail de systématisation et d’interprétation mené par la dogmatique. Ce caractère conduit à s’interroger sur « la fonction objective qu’une partie de la doctrine a remplie en commentant consciencieusement les lois et arrêts sous Vichy ». Danièle Lochak a ainsi démontré que les auteurs de l’époque, considérant les lois et décrets antisémites comme juridiquement valides, se sont appliqués à décrire consciencieusement le contenu de ces dispositions, respectant strictement « les postulats positivistes de neutralité et d’objectivité ». Ce faisant, la doctrine a traité cette législation, comme une « banale branche du droit » de sorte que la logique antisémite s’est transformée en logique juridique, ce qui aurait conduit à sa « banalisation » et à en faciliter l’acceptation et l’application. In fine, cette démarche aurait abouti à une légitimation de la politique antisémite. La neutralité emporterait alors adhésion aux valeurs véhiculées par la législation. L’élimination de tout jugement critique participerait à la sacralisation du droit en vigueur.
Danièle Lochak admet que cette neutralité descriptiviste est très surprenante dans la mesure où les juristes sont habituellement des « gens foncièrement normatifs ». De même, Riccardo Guastini considère que la dogmatique est un discours normatif dès lors qu’elle ne se borne pas à décrire le droit et que les juristes participent effectivement à la création du droit. En effet, le discours descriptif sur le droit débouche sur la reconstruction systématique de toutes les solutions du droit positif. Michel Troper estime qu’une telle reconstruction fait entrer la dogmatique dans le champ normatif. Un tel constat lui permet de critiquer l’attaque formulée par Danièle Lochak au sujet du positivisme. En effet, selon Michel Troper, le comportement de la doctrine sous Vichy se situait à l’opposé de la méthode positiviste puisque le discours des auteurs avait pour but de guider les professionnels du droit, en leur indiquant la ratio legis leur permettant d’interpréter la loi. Il les désigne alors comme étant des « pseudo-positivistes » et tente ainsi de montrer que la légitimation du droit antisémite n’est pas imputable au positivisme juridique.

### Scientificité et validation des énoncés de la dogmatique
Olivier Jouanjan explique que la question du caractère scientifique de la dogmatique hante les juristes depuis longtemps. Il cite l’exemple de l’École historique du droit fondée par Friedrich Carl von Savigny au XIXe siècle qui, en prétendant dégager le droit de l’histoire, se voulait à la fois scientifique et interprétative voire artistique ; et qui se considérait comme une « science philosophique », termes qu’aujourd’hui on considèrerait comme contradictoires, voire antinomiques.
Ensuite a émergé l’école dite de la jurisprudence des concepts qui a repris la théorie savignienne dépouillée de son aspect historique, et voulait ainsi appliquer au droit le modèle mathématique, car à l’époque régnait un certain scientisme prenant pour modèle les sciences « dures ». Cette école, que l’on peut aussi appeler « conceptualisme juridique », considérait que le droit était une science autonome vis-à-vis de toute autre matière, qu’elle avait pour prémisse un concept premier de droit qui n’avait rien de matériel, et que partant de cette prémisse le mode de recherche juridique était purement logique. De la même manière que les nombres sont la prémisse axiomatique et indémontrable à partir de laquelle commencent pourtant toutes les démonstrations mathématiques. Paul Laband explique ainsi qu’il n’existe aucun principe juridique absolument nouveau et que tout principe juridique peut être rattaché et subordonné à un principe de droit plus élevé et plus général. Cette école a pour la cause été dénoncée par le légaliste Karl Bergbohn comme une forme « droit naturel anonyme ».
Olivier Jouanjan donne une raison à ce qu’il appelle le « tourment de l’interprétation » en droit : toute théorie de la connaissance est un métadiscours qui ne peut prouver sa propre validité à l’aide des moyens de preuve qu’elle impose à son discours-objet.
Ce problème rejoint le critère de la falsifiabilité ou de la réfutabilité de Karl Popper. Ce critère détermine comme scientifique une théorie qui peut être soumise à une expérience empirique qui la validera ou au contraire la réfutera. Ainsi, pour donner un exemple dans les sciences naturelles, lorsqu’au XIXe, Louis Pasteur est entré en controverse avec divers scientifiques de son temps sur certaines questions telles que l’existence d’une génération spontanée chez les microbes, les adversaires de Pasteur ont dû finalement s’incliner face à la réfutation de leur position par l’expérience dite des « ballons à col de cygne » ; et si le résultat de l’expérience eut été contraire, c’est Pasteur qui aurait été obligé d’admettre son erreur.
Paul Amselek, se questionnant sur la part de science dans les activités des juristes, rejette pourtant le critère de Karl Popper qui ramènerait la science à de la simple observation. Les lois des sciences naturelles sont des outils fabriqués par l’homme, qui ne décrivent pas le monde, mais le mettent en système. Ces instruments n’ont pas une valeur de vérité mais une valeur pragmatique. Ils ne pas réfutables ou falsifiables, mais seulement répudiables, jetables selon leur utilité. Paul Amselek cite ainsi l’exemple des lois de Newton, qui continuent d’être utilisées en science physique malgré leur contradiction avec celles de relativité générale d’Einstein pour la seule raison qu’elles sont « plus commodes à manier dans les expériences de la vie ordinaire ».
De son côté, Philippe Jestaz aborde directement la question du résultat en droit. Sans citer Karl Popper, il reconnaît que la plupart des sciences se donnent pour objet d’observer la réalité puis de l’expliquer. Le droit n’obéit pas à ce schéma car la part d’observation dans la dogmatique juridique est faible, les théories juridiques et le choix du sens d’un texte relèvent plus de l’opinion que de la simple observation. Il est presque impossible pour le théoricien juridique de faire abstraction de ses convictions propres, d’autant plus que souvent il espère que son opinion influencera le résultat final, ce qui est inenvisageable dans le cadre des sciences naturelles. En droit le résultat et la publication du résultat se confondent, contrairement aux sciences naturelles où les deux étapes sont distinctes.

## Influences subies par la dogmatique

### Influence de la philosophie positiviste
Emmanuel Kant (1724-1804) donna à sa doctrine le nom de criticisme pour marquer nettement l’opposition au dogmatisme. Dans Par-delà bien et mal. Prélude d’une philosophie d’avenir (1886), Friedrich Nietzsche (1844-1900) écrit : « la philosophie dogmatique, il faut l’espérer, n’a été qu’une promesse pour des millénaires à venir, comme l’avait été, à une époque encore plus reculée, l’astrologie au service de laquelle on a peut-être dépensé plus de travail, d’argent, d’ingéniosité et de patience qu’au service jusqu’ici d’aucune science véritable ». Pour ces philosophes la dogmatique est donc le courant dont il faut s’émanciper. Pourtant, c’est le positivisme qui aura une influence nette sur la façon de fonder théoriquement et de comprendre la dogmatique juridique

#### Positivisme comtien et dogmatique
Le positivisme philosophique incarné par Auguste Comte (1798-1857) prétend produire des connaissances objectives sur le monde social en formulant des principes irréfutables d’observation et d’enregistrement de la réalité. Dès ses origines le positivisme se présente comme une science de la société que Comte envisage comme une physique sociale capable de résoudre les problèmes sociaux et, plus largement, les problèmes auxquels l’humanité est confrontée. Comte avance que l’histoire est organisée sur le modèle de la loi des trois états : 
- L’état théologique dominé par les croyances surnaturelles.
- L’état métaphysique gouverné par l’abstraction
- L’état positif ou scientifique, c’est-à-dire celui de la maturité et de l’épanouissement au sein de la société industrielle.

Si le positivisme philosophique, tel que le conçoit Comte, se voit assigner une mission qui est celle de rendre compte des principes qui gouvernent les phénomènes sociaux, la dogmatique s’inscrit au sein de ce courant philosophique pour deux raisons majeures. D’abord parce qu’elle repose sur la découverte du sens des textes suivant une observation méthodique qui l’emporterait sur tout jugement de valeurs. Ensuite, parce qu’elle avance que « le réel est censé se donner à voir à l’observateur » à travers la théorie des sources du droit. Cela étant, comme l’affirme Christian Atias, Comte n’aurait certainement pas accepté la paternité de toutes les théories du droit qui se disent positivistes.

#### Positivisme kelsénien et dogmatique
Hans Kelsen (1881-1973) est le grand représentant du positivisme juridique. Pour ce dernier il faut s’en tenir à une théorie pure du droit faisant abstraction de toute idéologie politique, philosophique ou morale et de tous éléments appartenant aux sciences de la nature. Cette conception du droit dégagée de toute considération pluridisciplinaire s’oppose sur ce point au positivisme scientifique comtien.
En revanche, si le positivisme juridique de Kelsen est un normativisme qui se différencie du positivisme comtien qui est plutôt factuel, ces deux visions systématiques s’interdisent l’étude des jugements de valeurs. Ce premier principe dogmatique qui est le socle de ces courants théoriques exclut les jugements valeurs du champ du rationnel et du connaissable. Kelsen reconnaît toutefois à côté de cette théorie du droit, vue comme une discipline autonome, l’étude de la politique juridique qui serait utile pour déterminer comment le droit doit être fait. Le principe fondamental du positivisme kelsénien est donc de se fonder uniquement sur un droit posé dans des textes.
Une autre préoccupation mise à la mode par les séparations de Kelsen, pour reprendre l’expression de Christian Atias, est celle de distinguer droit et science du droit ou savoir juridique. Ainsi pour Kelsen la science du droit décrit les normes des comportements, et non les comportements eux-mêmes. Pourtant, Kelsen ne s’est pas donné pour tâche de constater ce que sont le droit et son savoir. Il s’est ainsi souvenu de la leçon comtienne selon laquelle, en se dotant d’un fait à sa mesure, la science élimine les occasions de poser des questions à sa mesure. L’antithèse entre le fait et le droit serait pour Kelsen celle du sein (l’être) et du sollen (devoir être).
C’est aussi parce qu’elle s’inscrit et se confond dans les courants philosophiques du positivisme, et du positivisme juridique en particulier, que la dogmatique ne se distingue pas des autres champs du savoir. La dogmatique s’apparente par l’exemple de sa pénétration au sein du positivisme à l’activité qui produit les théories générales. L’activité dogmatique serait, si l’on suit ce cheminement, indissociable de la philosophie positiviste.

### Influence de la dogmatique en théologie
Le dogme peut être défini comme un « point de doctrine établi ou regardé comme une vérité fondamentale, incontestable ». Le concept de dogme est importé de la théologie et suppose une absence de remise en question. La dogmatique est définie comme la science qui traite des dogmes.
La dogmatique est un concept assez récent en théologie. En effet, il date du XVIIIe siècle et a été développé par l’Allemand Friedrich Daniel Ernst Schleiermacher. L’objet de la dogmatique est, selon lui, « de décrire la doctrine telle qu’elle est actuellement en vigueur dans l’Église protestante ». Quant à lui, Karl Barth définit la dogmatique comme étant un discours cohérent, organisé et fidèle. La dogmatique est une branche de la théologie qui étudie le contenu de la confession de foi chrétienne dans sa cohérence interne et dans la formulation que prend la foi exprimée dans un langage et dans une culture.
On retrouve cette forme dogmatique en droit. La technique de commentaire effectuée par l'école de l’exégèse au XIXe siècle en est parfois proche. « L'école de l'exégèse a été développée en France comme résultat de la codification. Pour cette approche dogmatique il s'agit de ne considérer que le texte et rien d'autre que sa simple forme d'interprétation ». Cette école va opérer une interprétation particulière du droit positif, c'est ce que les auteurs appellent l'interprétation dogmatique. « La doctrine entérine la primauté de la loi et s'en fait un fidèle interprète à travers la méthode exégétique, qui lui permet d'appuyer son autorité sur un texte sacralisé afin de construire un monopole d'interprétation savant du texte ».
La dogmatique est la discipline théologique appelée à dire de manière systématique comment la foi chrétienne comprend l'existence humaine en fonction de la parole de Dieu, laquelle n'est accessible qu'à travers les Écritures. La dogmatique juridique présente elle aussi cette même aspiration à la systématisation. Certains auteurs voient même la théologie comme un système hypothético-déductif, et tentent donc d’en faire un système proche de celui des mathématiques. De la même façon que le juriste Jean Domat fut tenté par un tel modèle.